# 松本基督
松本　基督（まつもと　もとすけ、1955年11月17日 - ）は、日本の政治活動家。三重県出身。
　

## 略歴
- 1979年、早稲田大学理工学部卒業後天草に移住し、九州真珠に勤務。
- 1989年、取締役。
- 1995年、常務取締役。
- 1996年、天草の海からホルマリンをなくす会の事務局長。
- 1997年、熊本県真珠養殖漁業組合監事に就任。
- 2004年、「天草の海を考える会」事務局長。

## 選挙経歴
- 2005年、第44回衆議院議員総選挙熊本4区、比例九州ブロック落選
- 2006年、天草市議会議員選挙落選